# Wereldkampioenschap superbike van Assen 1995
Het wereldkampioenschap superbike van Assen 1995 was de tiende ronde van het wereldkampioenschap superbike 1995. De races werden verreden op 10 september 1995 op het TT-Circuit Assen nabij Assen, Nederland.
Carl Fogarty werd gekroond tot kampioen met een overwinning in de eerste race van het weekend, wat genoeg was om zijn laatste concurrent Troy Corser voor te kunnen blijven.
Het raceweekend werd overschaduwd door een zwaar ongeluk van de Japanner Yasutomo Nagai in de tweede race. Nagai reed over een plas olie en kwam ten val, waarop zijn motorfiets op hem terecht kwam. Hij kwam niet meer bij bewustzijn en overleed twee dagen later op 29-jarige leeftijd in het ziekenhuis aan zijn verwondingen. De race werd na het ongeluk stopgezet, waarna de stand uit de voorgaande ronde werd gebruikt als race-uitslag en hij als vijfde finishte.

## Race 1
| Pos | Nr | Rijder               | Constructeur | Rondes | Tijd                | Grid | Punten |
| --- | -- | -------------------- | ------------ | ------ | ------------------- | ---- | ------ |
| 1   | 1  | Carl Fogarty         | Ducati       | 16     | 33:55.880           | 4    | 25     |
| 2   | 5  | Simon Crafar         | Honda        | 16     | +3.190              | 3    | 20     |
| 3   | 11 | Troy Corser          | Ducati       | 16     | +4.550              | 1    | 16     |
| 4   | 3  | Aaron Slight         | Honda        | 16     | +4.780              | 2    | 13     |
| 5   | 12 | Mauro Lucchiari      | Ducati       | 16     | +18.470             | 7    | 11     |
| 6   | 33 | John Reynolds        | Kawasaki     | 16     | +23.260             | 6    | 10     |
| 7   | 25 | Yasutomo Nagai       | Yamaha       | 16     | +23.860             | 16   | 9      |
| 8   | 13 | Paolo Casoli         | Yamaha       | 16     | +24.930             | 19   | 8      |
| 9   | 17 | Anthony Gobert       | Kawasaki     | 16     | +25.330             | 12   | 7      |
| 10  | 9  | Fabrizio Pirovano    | Ducati       | 16     | +28.100             | 10   | 6      |
| 11  | 35 | Steve Hislop         | Ducati       | 16     | +32.070             | 17   | 5      |
| 12  | 8  | Piergiorgio Bontempi | Kawasaki     | 16     | +32.810             | 21   | 4      |
| 13  | 4  | Andreas Meklau       | Ducati       | 16     | +36.230             | 9    | 3      |
| 14  | 20 | Jochen Schmid        | Kawasaki     | 16     | +36.390             | 13   | 2      |
| 15  | 16 | Brian Morrison       | Ducati       | 16     | +1:00.800           | 27   | 1      |
| 16  | 54 | Herbert Kaufmann     | Yamaha       | 16     | +1:14.680           | 30   |        |
| 17  | 66 | Jean-Yves Mounier    | Ducati       | 16     | +1:14.740           | 23   |        |
| 18  | 21 | Massimo Meregalli    | Yamaha       | 16     | +1:15.490           | 22   |        |
| 19  | 46 | Yves Briguet         | Honda        | 16     | +1:16.730           | 15   |        |
| 20  | 32 | Ferdinando Di Maso   | Ducati       | 16     | +1:45.010           | 29   |        |
| 21  | 44 | Leo Planken          | Yamaha       | 16     | +2:06.050           | 14   |        |
| 22  | 40 | Anders Rasmussen     | Yamaha       | 16     | +2:09.420           | 28   |        |
| DNF | 48 | Alex Buckingham      | Yamaha       | 10     | Uitgevallen         | 24   |        |
| DNF | 52 | Aldeo Presciutti     | Ducati       | 9      | Uitgevallen         | 32   |        |
| DNF | 27 | Pierfrancesco Chili  | Ducati       | 7      | Uitgevallen         | 5    |        |
| DNF | 29 | Nick Hopkins         | Ducati       | 6      | Uitgevallen         | 31   |        |
| DNF | 6  | Serafino Foti        | Ducati       | 5      | Uitgevallen         | 20   |        |
| DNF | 42 | Mile Pajic           | Kawasaki     | 5      | Uitgevallen         | 25   |        |
| DNF | 19 | Adrien Morillas      | Ducati       | 3      | Uitgevallen         | 8    |        |
| DNF | 45 | Colin Edwards        | Yamaha       | 1      | Uitgevallen         | 11   |        |
| DNS | 28 | Gianmaria Liverani   | Ducati       | 0      | Niet gestart        | 18   |        |
| DNS | 43 | David Jefferies      | Kawasaki     | 0      | Niet gestart        | 26   |        |
| DNQ | 36 | Matt Llewellyn       | Bimota       | 0      | Niet gekwalificeerd |      |        |

## Race 2
| Pos | Nr | Rijder               | Constructeur | Rondes | Tijd                | Grid | Punten |
| --- | -- | -------------------- | ------------ | ------ | ------------------- | ---- | ------ |
| 1   | 1  | Carl Fogarty         | Ducati       | 14     | 29:38.340           | 4    | 25     |
| 2   | 3  | Aaron Slight         | Honda        | 14     | +7.410              | 2    | 20     |
| 3   | 33 | John Reynolds        | Kawasaki     | 14     | +7.640              | 6    | 16     |
| 4   | 12 | Mauro Lucchiari      | Ducati       | 14     | +14.050             | 7    | 13     |
| 5   | 25 | Yasutomo Nagai       | Yamaha       | 14     | +16.120             | 16   | 11     |
| 6   | 45 | Colin Edwards        | Yamaha       | 14     | +17.610             | 11   | 10     |
| 7   | 17 | Anthony Gobert       | Kawasaki     | 14     | +34.180             | 12   | 9      |
| 8   | 20 | Jochen Schmid        | Kawasaki     | 14     | +34.340             | 13   | 8      |
| 9   | 8  | Piergiorgio Bontempi | Kawasaki     | 14     | +34.600             | 21   | 7      |
| 10  | 13 | Paolo Casoli         | Yamaha       | 14     | +34.960             | 19   | 6      |
| 11  | 16 | Brian Morrison       | Ducati       | 14     | +51.200             | 27   | 5      |
| 12  | 66 | Jean-Yves Mounier    | Ducati       | 14     | +1:00.690           | 23   | 4      |
| 13  | 42 | Mile Pajic           | Kawasaki     | 14     | +1:13.400           | 25   | 3      |
| 14  | 28 | Gianmaria Liverani   | Ducati       | 14     | +1:21.170           | 18   | 2      |
| 15  | 54 | Herbert Kaufmann     | Yamaha       | 14     | +1:27.750           | 30   | 1      |
| 16  | 32 | Ferdinando Di Maso   | Ducati       | 14     | +1:28.010           | 29   |        |
| 17  | 40 | Anders Rasmussen     | Yamaha       | 14     | +1:44.150           | 28   |        |
| 18  | 52 | Aldeo Presciutti     | Ducati       | 14     | +1:48.210           | 32   |        |
| 19  | 44 | Leo Planken          | Yamaha       | 14     | +1:48.650           | 14   |        |
| DNF | 9  | Fabrizio Pirovano    | Ducati       | 13     | Uitgevallen         | 10   |        |
| DNF | 4  | Andreas Meklau       | Ducati       | 12     | Uitgevallen         | 9    |        |
| DNF | 5  | Simon Crafar         | Honda        | 11     | Uitgevallen         | 3    |        |
| DNF | 11 | Troy Corser          | Ducati       | 11     | Uitgevallen         | 1    |        |
| DNF | 46 | Yves Briguet         | Honda        | 11     | Uitgevallen         | 15   |        |
| DNF | 35 | Steve Hislop         | Ducati       | 10     | Uitgevallen         | 17   |        |
| DNF | 21 | Massimo Meregalli    | Yamaha       | 7      | Uitgevallen         | 22   |        |
| DNF | 19 | Adrien Morillas      | Ducati       | 2      | Uitgevallen         | 8    |        |
| DNF | 48 | Alex Buckingham      | Yamaha       | 2      | Uitgevallen         | 24   |        |
| DNF | 6  | Serafino Foti        | Ducati       | 0      | Uitgevallen         | 20   |        |
| DNS | 27 | Pierfrancesco Chili  | Ducati       | 0      | Niet gestart        | 5    |        |
| DNS | 28 | Gianmaria Liverani   | Ducati       | 0      | Niet gestart        | 18   |        |
| DNF | 43 | David Jefferies      | Kawasaki     | 0      | Niet gestart        | 26   |        |
| DNF | 29 | Nick Hopkins         | Ducati       | 0      | Niet gestart        | 31   |        |
| DNQ | 36 | Matt Llewellyn       | Bimota       | 0      | Niet gekwalificeerd |      |        |

## Tussenstanden na wedstrijd
| Pos | Nr | Rijder         | Team     | Punten |
| --- | -- | -------------- | -------- | ------ |
| 1   | 1  | Carl Fogarty   | Ducati   | 420    |
| 2   | 11 | Troy Corser    | Ducati   | 258    |
| 3   | 3  | Aaron Slight   | Honda    | 249    |
| 4   | 25 | Yasutomo Nagai | Yamaha   | 188    |
| 5   | 17 | Anthony Gobert | Kawasaki | 171    |

1992 · 1993 · 1994 · 1995 · 1996 · 1997 · 1998 · 1999 · 2000 · 2001 · 2002 · 2003 · 2004 · 2005 · 2006 · 2007 · 2008 · 2009 · 2010 · 2011 · 2012 · 2013 · 2014 · 2015 · 2016 · 2017 · 2018 · 2019 · 2021 · 2022 · 2023 · 2024 · 2025